# Ernst Falch
Ernst Falch (* 27. Juni 1939 in St. Anton am Arlberg) ist ein ehemaliger österreichischer Skirennläufer. Er startete vorwiegend im Slalom und im Riesenslalom, erreichte Ende der 1950er- sowie in der ersten Hälfte der 1960er-Jahre mehrere Siege in internationalen Rennen und wurde bei den Weltmeisterschaften 1962 in Chamonix Sechster im Slalom.

## Biografie
Falch wuchs als Sohn eines Sägewerksbesitzers in St. Anton auf. Er kam als Sechsjähriger zum Ski-Club Arlberg und wurde Anfang der 1950er-Jahre in den Kader des Tiroler Skiverbandes aufgenommen. Gegen Ende des Jahrzehnts gelang ihm der Aufstieg in die österreichische Nationalmannschaft. Erste Erfolge auf nationaler Ebene erzielte Falch 1956, als er Österreichischer Jugendmeister im Slalom und Zweiter in der Kombination wurde. Zwei Jahre später feierte er seinen ersten internationalen Sieg, als er 1958 den Riesenslalom der Coppa Franchetti in Cortina d’Ampezzo gewann. 1959 erreichte Falch im stärker besetzten Hahnenkamm-Slalom von Kitzbühel mit hoher Startnummer den vierten Rang, doch noch im selben Winter zog er sich in der Abfahrt von Chamonix schwere Verletzungen zu, als er gegen einen Baum prallte und eine Beckenfraktur erlitt. Er musste die gesamte Saison 1959/1960 pausieren.
Im Winter 1960/1961 gelang Falch ein erfolgreiches Comeback: Er gewann den Slalom des Vitranc-Pokal in Kranjska Gora und erzielte weitere Podestplätze mit dem zweiten Rang im Slalom von Morzine und dem dritten im Slalom von Cortina d’Ampezzo. In der Saison 1961/1962 gewann Falch den Slalom und den Riesenslalom der Toni-Mark-Gedächtnisrennen in Zell am See und Saalfelden sowie den Slalom des Grand Prix von Megève, womit er sich einen Startplatz bei den Weltmeisterschaften 1962 in Chamonix sicherte. Dort erreichte Falch als drittbester Österreicher den sechsten Platz im Slalom, obwohl er im ersten Durchgang ein Tor falsch angefahren war und einige Schritte zurück steigen musste. Die besten Ergebnisse des Winters 1962/1963 erzielte Falch in Spittal an der Drau, wo er den Slalom gewann und Fünfter im Riesenslalom wurde. Nach weiteren Top-5-Ergebnissen im nächsten Winter verpasste er aber einen Startplatz für die Olympischen Winterspiele 1964 in Innsbruck in der teaminternen Ausscheidung gegen Mathias Leitner. Seinen letzten Sieg feierte Falch gegen Ende des Winters 1964 bei einem Riesenslalom im Libanon, ehe er sich im Alter von nur 25 Jahren vom Skirennsport zurückzog.
Nach dem Ende seiner Karriere eröffnete Ernst Falch mit seiner Ehefrau ein Hotel in St. Anton am Arlberg. Das Paar hat drei Kinder. Der älteste Sohn Martin Falch wurde nach einer Unterschenkelamputation 1998 zu einem erfolgreichen Behindertensportler im Alpinen Skilauf sowie im Triathlon und im Duathlon.

## Erfolge

### Weltmeisterschaften
- Chamonix 1962: 6. Slalom

### FIS-Rennen
- 7 Siege:
  - Riesenslalom der Coppa Franchetti in Cortina d’Ampezzo 1958
  - Slalom des Vitranc-Pokal in Kranjska Gora 1961
  - Slalom und Riesenslalom der Toni-Mark-Gedächtnisrennen in Zell am See und Saalfelden 1962
  - Slalom des Grand Prix de Megève 1962
  - Slalom in Spittal an der Drau 1963
  - Riesenslalom im Libanon 1964
- 3 zweite und 2 dritte Plätze